# Louis-Sébastien Mercier
Louis-Sébastien Mercier (ur. 6 czerwca 1740 W Paryżu, zm. 25 kwietnia 1814 tamże) – francuski powieściopisarz, publicysta, dramaturg epoki oświecenia.
Pochodził ze skromnej rodziny. Jego ojciec był płatnerzem. Mercier podziwiał dzieła i koncepcje J.J Rousseau. W poezji zwalczał klasycyzm, zwłaszcza styl jaki wypracował Nicolas Boileau.
Był autorem bardzo płodnym, do jego dzieł należą: L'An 2440, rêve s'il en fut jamais (1771); L'Essai sur l'art dramatique (1773); Néologie ou Vocabulaire (1801); Taczka occiarza (1774); Le Tableau de Paris (1781-1788); Le nouveau Paris (1799); Histoire de France (1802) i Satire contre Racine et Boileau (1808).
W noweli z 1771 roku pod tytułem L'An 2440, rêve s'il en fut jamais („Rok 2440: Marzenie jeśli kiedykolwiek jakieś było") Mercier opisuje przygody mężczyzny który zasypia po burzliwej dyskusji z pewnym filozofem i budzi się w Paryżu roku 2440. W tym roku wszystko miało być już uregulowane według poglądów liberalnych filozofów.
Za czasów rewolucji wydawał gazetę Les Annales patriotiques. Na język polski przetłumaczono jego "Obraz Paryża" ("Tableau de Paris") – barwny i krytyczny opis Paryża jego czasów stworzony w stylu reporterskim, a także, jeszcze na początku XIX wieku, kilka jego sztuk teatralnych.